# ليوش ياناتشيك
ليوش ياناتشيك (بالإنجليزية: Leoš Janáček) هو مؤلف موسيقي تشيكي ولد في هوكغالدي وتوفي في أوسترافا، درس منذ عام 1865 في دير للرهبان الأغسطينيين فن الترتيل عند أستاذ فرقة المرتلين بافل كرجيجوفسكي (P.Krízkovsky) الذي عُرِفَ بصرامته، وقاده منذ البداية إلى الموسيقى الفولكلورية المورافية. وتوفي ياناتشيك فجأة نتيجة إصابته بالتهاب رئوي في عام 1928.
وُلِد في قرية هوكفالدي في شمال شرق مورافيا في 3 يوليو 1854 وهو الطفل التاسع لجيزي وأميلي جاناك، اللتين كان لهما أربعة عشر نسلًا. كان والده ووالدته متعلمين موسيقيًا ولكنهما فقيران، وأُرسل ليوس إلى مدرسة الدير في برنو كصاحب أصول جامعي حيث تم تمويل دراسته بواسطة الدير . بعد تخرجه من مدرسة قواعد اللغة الألمانية (1866 إلى 1869) ، درس في معهد التعليم السلافي في برنو (1869 إلى 1872) ثم عمل كخبير في مجال التعليم في برنو. في عام 1874 ، ذهب إلى براغ، حيث درس في مدرسة الأعضاء حتى عام 1875، والتي تم طرده منها تقريبًا بسبب انتقادات قداس الجريجوري لمدير سكوهرسكي. هناك قام بتكوين صداقات مع أنتونين دفوراك. في عام 1876 كان رئيس فريق الجمعية التشيكية الشهيرة أوميليسكا بيسدا. حصل على مزيد من التعليم الموسيقي في لايبزيغ وفيينا في السنوات الخمس المقبلة. ثم عاد إلى برنو، حيث شارك في أنشطة التحرير الوطني. في عام 1881 أسس مدرسة للأعضاء في برنو، أصبح أول مخرج لها (يُطلق عليه اليوم مدرسة ليوش ياناتشيك). عمل أيضًا كقائد، وبدأ حياته المهنية مؤخرًا كمؤلف موسيقي.
استوحى مؤلفاته في بداية حياته المهنية من الأغاني الشعبية المورافية، واستخدم نغماتها ودرس إيقاع الكلام وتجويده، والذي نقله في النهاية إلى موسيقاه. كما درس الموسيقى الشعبية الروسية. كما كرس نفسه للأغنية الشعبية لثقافته الشعبية الأصلية في لاتشين كمجمع جامعي وفولكلوري. على غرار مثال "دفارجاك "الرقصات السلافية" ، قام بتأليف فرقة مماثلة، مستوحاة من الموسيقى الشعبية لمنطقته الأصلية، بعنوان "الرقصات اللاتينية"
جلبت هذه الفترة الأخيرة من حياة الملحن أعمال أوركسترا أصلية وأكثر نضجا وشهرة على مستوى العالم، ولا سيما سينفونيتا، والقصيدة السمفونية تاراس بلبا وا الغلاغوليتيكية الشهيرة، وهي واحدة من أكثر قطع الموسيقى العالمية غرابة على الإطلاق، وقد كتب هذا الكتاب في أولد تشيرتش سلافونيك. وصلت طريقة عمل يانتشك، التي تبلورت في ينوفا، والتي تتألف من تكرار محدد من الزخارف والمقتطفات والاختصارات المثيرة، وكذلك في أصالة العمل مع تطور تسلسل فردي، فإن جلاتوليج هي نتيجة لدراسة طويلة الأجل للموسيقى الشعبية من حيث الدلالات. مع رؤية واضحة بشكل ملحوظ، يأتي الملحن إلى الجذور القديمة للثقافة الموسيقية السلافية، ليس فقط من حيث الموسيقى البحتة ولكن اللغوية أيضًا. إنه يعتمد على إرث كيرلس وميثوديوس . إنه عمل غير عادي تمامًا على نطاق عالمي، ليس فقط من حيث الهوية ولكن أيضًا من حيث الكمال.
كان ليوس جاناك عضوًا في الأكاديمية التشيكية للعلوم والفنون، والأكاديمية البروسية للفنون، ومراسلًا لكلية الدراسات السلافية في لندن، ورئيس نادي الملحنين المورافيين. تم تكريم أعماله المحورية مع العديد من الجوائز. منحته جامعة مصاريك الدكتوراه الفخرية في الفلسفة في برنو عام 1925 كمرجع إبداعي مدى الحياة.
قام يانتشك أيضًا بعدة رحلات إلى روسيا. في منزله كانت هناك في كثير من الأحيان اجتماعات دائرة برنو الروسية، التي شارك في تأسيسها. كان متحمسًا للأدب والثقافة الروسية، وقد انعكس ذلك أيضًا في عمله. على سبيل المثال، الأوركسترا رابسودي تاراس بلبا، الرباعية الأولى في السلسلة التي تستند إلى أعمال كريستوفر سوناتا من ليو تولستوي، الأوبرا التي لم تكتمل من تأليف تولستوي آنا كارينين، أوبرا كازا كابانوفا، وفقًا لدراما ألكسندر أوستروفسكي ودار ذا هاوس أوف ديد.
عزف ليوش يناتشك على الاورغن في جنازة عالم النبات يوهان غريغور مندل عام 1884.
يعد ليو يانشيك أحد أهم الملحنين في أواخر القرن التاسع عشر وأوائل القرن العشرين، توفي فجأة في مستشفى أوسترافا في 12 أغسطس 1928 بسبب التهاب رئوي عندما كان مصابًا بالزكام سابقًا خلال عطلته في هوكالفي.

## روابط خارجية
- ليوش ياناتشيك على موقع IMDb (الإنجليزية)
- ليوش ياناتشيك على موقع الموسوعة البريطانية (الإنجليزية)
- ليوش ياناتشيك على موقع ألو سيني (الفرنسية)
- ليوش ياناتشيك على موقع ميوزك برينز (الإنجليزية)
- ليوش ياناتشيك على موقع أول موفي (الإنجليزية)
- ليوش ياناتشيك على موقع قاعدة بيانات الأفلام السويدية (السويدية)
- ليوش ياناتشيك على موقع إن إن دي بي (الإنجليزية)
- ليوش ياناتشيك على موقع أول ميوزيك (الإنجليزية)
- ليوش ياناتشيك على موقع ديسكوغز (الإنجليزية)
- ليوش ياناتشيك على موقع قاعدة بيانات الفيلم (الإنجليزية)